# Шална, Альгимантас Ионович
Альгимантас Шална (лит. Algimantas Šalna; 12 сентября 1959, Видишкес, Игналинский район, Литовская ССР) — советский литовский биатлонист, Олимпийский чемпион 1984 года в эстафете 4х7,5 км (с Дмитрием Васильевым, Юрием Кашкаровым и Сергеем Булыгиным), двукратный чемпион мира (1983 и 1985) в эстафете 4х7,5 км, чемпион СССР 1983 года в эстафете и в гонке на 20 км.
Заслуженный мастер спорта СССР (1984). Награждён орденом «Знак Почёта» (1984).
Окончил Каунасский государственный институт физкультуры по специальности «тренер-преподаватель». Выступал за каунасские «Жальгирис» и с 1984 года «Динамо».

## Достижения
На чемпионате мира 1983 года выиграл эстафету.
На Олимпийских играх 1984 в Сараево все советские биатлонисты неудачно выступили в личных гонках. Лучший результат из всей команды показал Шална в гонке на 10 км — 5-е место. Завершающим стартом была эстафета. 1-й этап бежал Дмитрий Васильев. Он оторвался от преследователей на минуту и семь секунд. Юрий Кашкаров бежал 2-й этап и в целом пробежал успешно, по-прежнему занимая лидирующую позицию. Альгимантас Шална, бежавший 3-й этап, по пути к первому огневому рубежу сумел увеличить гандикап до 40 секунд, а после стрельбы лёжа увеличил отрыв от команды ГДР до 47 секунд. При стрельбе стоя на втором огневом рубеже Шална сделал 2 промаха. На заключительный 4-й этап Булыгин отправился, имея отставание в 18 секунд от немца Франка Ульриха. До первого огневого рубежа он настиг немца. На обоих рубежах стрелял чисто и ушёл на финишный круг, имея преимущество в 17 секунд. Однако, ближе к финишу он увидел, что соперники близко, но из последних сил добрался первым.

## Мнения
Дмитрий Васильев утверждает, что Шалне не позволила раскрыться далее «психологическая неустойчивость»:
«В 1985 году Альгис Шална, который <...> в эстафетных гонках вообще не промахивался, забежал на чемпионате мира на два круга и… из психологической ямы выбраться уже не сумел. Ту гонку мы все равно выиграли, а вот Альгис… Он с тех пор во всех эстафетах на круг забегал и ничего с собой поделать не мог. В итоге на следующую Олимпиаду (Калгари 1988) команда поехала уже без него».
По окончании спортивной карьеры — тренер женской сборной СССР по биатлону. С 1991 года работал тренером по биатлону в США, был главным тренером сборной США по биатлону.